# Hermut Löhr
Hermut Löhr (* 1963) ist ein deutscher evangelischer Theologe und Professor für Neues Testament. Seit 2024 ist er Dekan der Evangelisch-Theologischen-Fakultät der Uni Bonn. Seine Brüder Gebhard und Winrich sind ebenfalls Professoren für evangelische Theologie.

## Leben
Das Studium der evangelischen Theologie und Geschichte in Bonn, Tübingen, Heidelberg und Straßburg schloss er mit der Promotion zum Dr. theol. 1993 an der Universität Bonn. Nach der Habilitation Neues Testament 2001 an der Universität Bonn und der Ordination zum Pfarrer der Evangelischen Kirche im Rheinland 2003 wurde er Professor für Neues Testament an der Friedrich-Schiller-Universität Jena (2003–2007), bevor er 2007 an die Westfälische Wilhelms-Universität Münster wechselte und schließlich 2017 als Professor für Neues Testament und Antikes Judentum an die Rheinische Friedrich-Wilhelms-Universität Bonn zurückkehrte.
Seine Arbeitsschwerpunkte sind die Exegese des Hebräerbriefes, sowie des Philipperbriefes, darüber hinaus frühchristliches und frühjüdisches Gebet, die Apostolischen Väter (bes. 1Clem, Herm, Ignatianen), die Entstehung jüdisch-christlicher Moral in der Antike, die Geschichte des entstehenden Christentums und die Briefe des Johannes.
1996 erhielt er den Hanns-Lilje-Preis.

## Schriften
- Umkehr und Sünde im Hebräerbrief (= Beihefte zur Zeitschrift für die Neutestamentliche Wissenschaft. Band 73). Walter de Gruyter, Berlin/New York 1994, ISBN 3-11-014202-3.
- Studien zum frühchristlichen und frühjüdischen Gebet. Untersuchungen zu 1 Clem 59 bis 61 in seinem literarischen, historischen und theologischen Kontext (= Wissenschaftliche Untersuchungen zum Neuen Testament. Band 160). Mohr Siebeck, Tübingen 2003, ISBN 3-16-147933-5.